# 天野山 (岩手県)
天野山（あまのさん）は岩手県宮古市と遠野市の境に位置する山。標高1,184メートル。「あまのやま」という読み方もされる。

## 概要
北上山地の中部に位置しており、稜線を南東に進むと一ツ石山（1,058メートル）、オーヅ岳（1,028メートル）、白見山（1,172メートル）へ、北西に進むと薬師岳（1,645メートル）や小白森（1,350メートル）などに至る。周辺で最高峰の早池峰山（1,917メートル）は薬師岳の北に位置するが、間は北上高地の谷になっており連なってはいない。
樹木はダケカンバが多く見られるが、林の周縁部にはハイイヌツゲ、アカミノイヌツゲ、エゾオヤマリンドウの植生がある。林の中はチシマザサが密生しており歩行困難な場所も多い。また渓流沿いにはサワグルミが見られるという。南側の標高1,000メートル付近はサルヤ浦と呼ばれており、ここには高層湿原があってチシマウスバスミレが分布している。
天野山と周辺の山地は白亜紀に形成された「遠野花崗岩体」の北縁で、周辺の山地に比べて表層の風化が進んでいるという。